# Janne Rasmussen
Janne Rasmussen (* 18. Juli 1970) ist eine ehemalige dänische Fußballspielerin.

## Karriere
Rasmussen spielte zuletzt im Seniorinnenbereich bis Ende des Jahres 1994 für die Frauenfußballabteilung des Boldklubben 1909 in der 3F Ligaen, der seinerzeit höchsten Spielklasse im dänischen Frauenfußball. Danach gehörte sie im Jahr 1995 Fortuna Hjørring an, mit dem Verein sie die Meisterschaft gewann. In den Jahren 1995 bis 1999 spielte sie für die Frauenfußballabteilung des Odense BK.
Für die A-Nationalmannschaft kam sie in fünf Jahren in 40 Länderspielen zum Einsatz, in denen sie elf Tore erzielte. Ihr Debüt erfolgte am 21. September 1991 in Tampere beim 1:1-Unentschieden gegen die Nationalmannschaft Finnlands im ersten Spiel der EM-Qualifikationsgruppe 2. Danach kam sie in weiteren acht EM-Qualifikationsspielen zum Einsatz und nahm 1993 das einzige Mal an der Finalrunde teil. Das Halbfinale wurde mit 1:2 gegen die Nationalmannschaft Norwegens mit 0:1, das Spiel um Platz 3 hingegen mit 3:1 gegen die Nationalmannschaft Deutschlands gewonnen.
Des Weiteren wurde sie im Jahr 1992 in Paralimni und im Jahr 1993 in Agia Napa in jeweils zwei Spielen in den Turnieren um den „Open Nordic Cup“, die als Alternativen zum Turnier um die (seit 1982 nicht mehr durchgeführte) Nordische Meisterschaft ausgetragen wurden, berücksichtigt. Am Turnier um den Algarve-Cup nahm sie bei der Premier im Jahr 1994 teil und bestritt alle drei möglichen Spiele. Auch 1998 und 1999 kam sie in jeweils allen vier möglichen Spielen zum Einsatz.
Ihre Nationalmannschaftskarriere beschloss sie mit ihren drei Spielen in der Gruppe A bei der Weltmeisterschaft 1999 in den Vereinigten Staaten. Bereits bei der WM-Premiere 1991 in der Volksrepublik China wurde sie einzig am 24. September im Viertelfinale gegen die Nationalmannschaft Deutschlands eingesetzt, das erst in der Verlängerung mit 1:2 verloren wurde.

## Erfolge
- Dritter Europameisterschaft 1993
- Dänischer Meister 1995